# Tsutomu Satō
Tsutomu Satō (佐藤 勉, Satō Tsutomu), né le 20 juin 1952 dans le bourg de Mibu, dans le district de Shimotsuga et la préfecture de Tochigi, est un homme politique japonais, membre du Parti libéral démocrate (PLD). 
Il est membre de la Chambre des représentants du Japon depuis 1996, pour le 4e district électoral de la préfecture de Tochigi de 1996 à 2009 et à la proportionnelle pour le bloc du nord Kantō depuis 2009. Membre du 92e Cabinet du Japon dirigé par le Premier ministre Tarō Asō du 24 septembre 2008 au 16 septembre 2009, il y est initialement ministre d'État, président de la Commission nationale de Sûreté publique également chargé d'Okinawa, des Territoires du Nord et de la Gestion des catastrophes jusqu'au 1er juillet 2009, puis ministre des Affaires intérieures et des Communications ainsi que ministre d'État chargé de la Réforme de la décentralisation à partir du 12 juin 2009. 

## Origines, formation et carrière professionnelle
Né dans le bourg de Mibu (district de Shimotsuga), il fait toute sa scolarité dans cette commune rurale située au centre de la préfecture de Tochigi et à l'extrémité nord-est de la plaine de Kantō. Il suit ensuite les cours du département de génie civil à la faculté d'ingénierie de l'Université privée Nihon à Kōriyama dans la préfecture de Fukushima, il en sort diplômé en mars 1975. Il intègre alors l'entreprise de construction Hazama Corporation puis, en 1977, celle de maîtrise d'ouvrage Sato Kogyo Co.. 

## Carrière politique

### Les débuts à l'échelon préfectoral
Il entre en politique relativement jeune, à 34 ans, en étant élu pour la première fois en avril 1987 à l'Assemblée préfectorale de Tochigi pour le district de Shimotsuga. Réélu en 1991 et 1995 (cette fois pour une nouvelle circonscription correspondant au nord du district de Shimotsuga), il est successivement président de la Commission permanente de l'éducation de la police de 1991 à 1995 puis de celle de la Planification de 1995 à 1996.

### L'arrivée sur la scène nationale
Repéré par le secrétaire général du PLD, Kōichi Katō, il se présente pour la première fois à la Chambre des représentants lors des élections législatives du 20 octobre 1996 et est assez largement élu (avec 53,3 % des suffrages exprimés face à trois candidats) dans le 4e district électoral de Tochigi (circonscription semi-rurale du sud-est de la préfecture, dans la plaine de Kantō). Lors des trois élections suivantes (2000, 2003 et 2005), il est sans cesse réélu assez nettement (respectivement avec 48,8 %, 52,75 % puis 54,2 % des voix). 
Au sein du PLD, il adhère à la faction de son mentor, le réformateur Kōichi Katō, à savoir le Groupe Kōchi (宏池会, Kōchikai), l'une des plus anciennes et des plus importantes du parti (connue pour mettre l'accent sur le développement économique, le pacifisme et la coopération asiatique). Tsutomu Satō soutient d'ailleurs Katō dans sa « rébellion » en 2000 contre le Premier ministre Yoshirō Mori : Katō et ses partisans annoncent alors leur volonté de voter une motion de censure déposée le 20 novembre 2000 par l'opposition, afin de protester contre la gestion opaque du PLD par le « groupe des 5 » (nom donné à l'époque à cinq personnalité dominant les débats internes au sein du parti) et les nombreux dérapages du Premier ministre et de son cabinet. Finalement, les « rebelles » décident de ne pas venir le jour du vote, permettant ainsi à la motion d'être écartée tout en marquant leur désaccord avec Mori, et provoquent une scission au sein du Kōchikai entre la « faction Kato » (dont fait partie Satō) et une « faction Horiuchi-Koga » (du nom des deux principaux représentants au sein du Kōchikai à avoir appelé à voter contre la motion de censure). 
Durant le gouvernement de Jun'ichirō Koizumi (2001-2006), la faction Katō (appelée à partir de 2002 faction Ozato puis faction Tanigaki après 2005, du nom de ses leaders successifs) est l'un des principaux soutiens de la politique réformatrice et libérale du Premier ministre. Tsutomu Satō obtient alors ses premières responsabilités au sein du gouvernement japonais (sans être encore membre du cabinet) et du PLD : il est ainsi secrétaire parlementaire auprès du ministre de la Santé, du Travail et des Affaires sociales Chikara Sakaguchi dans le premier gouvernement Koizumi de mai 2001 à février 2002, puis vice-président du Comité des Affaires de la Diète du PLD de 2002 à 2005, président de la Division des Affaires générales du parti de novembre 2005 à septembre 2006, président de la Commission des Affaires générales de la Chambre des représentants de septembre 2006 à août 2007, premier vice-ministre auprès du ministre des Affaires intérieures et des Communications Hiroya Masuda dans les gouvernements Abe et Fukuda d'août 2007 à août 2008 et enfin secrétaire général adjoint du PLD d'août à septembre 2008. 
Après le retrait de Jun'ichirō Koizumi en septembre 2006, Tsutomu Satō soutient pour lui succéder le ministre des Finances sortant et nouveau chef de l'ex-faction Katō, Sadakazu Tanigaki, le plus modéré des héritiers de Koizumi (notamment sur le plan de la politique étrangère), face au favori et très nationaliste Shinzō Abe et au « faucon » conservateur Tarō Asō. En janvier 2008, il réintègre le Kōchikai réunifié après la fusion des deux factions Koga et Tanigaki. 

### Le ministre de Tarō Asō
Le Kōchikai soutient en septembre 2008 Tarō Asō pour devenir président du PLD et donc Premier ministre. Tsutomu Satō connaît alors sa première expérience au sein du Cabinet du Japon, en étant nommé ministre d'État, président de la Commission nationale de sécurité publique (organisme gouvernemental coordonnant sur le plan national les actions policières et la politique de sécurité publique) également chargé d'Okinawa, des Territoires du Nord et de la Gestion des catastrophes. Peu de temps après sa nomination, il fait l'objet d'une enquête au sujet d'un don de 5 millions de yens remarqué en 2004 par le bureau du procureur public du district de Tokyo et que Satō aurait reçu alors qu'il était secrétaire parlementaire à la Santé de la fédération dentaire du Japon. Il n'est toutefois pas poursuivi et déclare avoir déjà retourné l'argent[réf. souhaitée]. 
Après la démission du ministre des Affaires intérieures et des Communications également chargé de la Réforme de la décentralisation, Kunio Hatoyama, le 12 juin 2009, il le remplace dans ses fonctions. Il conserve toutefois son poste de directeur de la Commission nationale de sécurité publique jusqu'au 1er juillet 2009. Chargé de superviser la privatisation progressive de la poste japonaise décidée en 2005 et engagée depuis 2007, il appelle rapidement à reconsidérer son processus en tenant compte du contexte de crise économique et d'une série de scandales ayant touché la Japan Post Holdings, reprenant ainsi des propos déjà défendus en février 2009 par Tarō Asō et qui lui avait valu de s'attirer les foudres de l'aile réformiste du PLD. Plus tard, Tsutomu Satō demande un gel momentanée de l'introduction en bourse, initialement prévue pour l'année fiscale 2010, de la Japan Post Holdings et de deux de ses filiales. Il demande également au groupe d'interrompre son projet de fusion d'une partie de ses offres de service avec la compagnie Nippon Express qui devait avoir lieu le 1er octobre 2009. 
Lors des élections législatives du 30 août 2009, il est l'une des victimes du vote sanction des électeurs à l'égard du gouvernement et du PLD, et est ainsi battu dans sa circonscription par le candidat du PDJ Kenji Yamaoka (son éternel adversaire depuis 1996), avec 39,1 % des voix contre 50,1 % à Yamaoka. Il réintègre toutefois bien la Chambre des représentants grâce au vote à la proportionnelle dans le bloc du nord Kantō. 